# Exploziv (песма Емине Јаховић и Газда Паје)
Exploziv је песма коју са Газда Пајом пева Емина Јаховић, српско-турска кантауторка. Песма је објављена са спотом 2019. године, на званичном Јутјуб каналу Ај-ди-џеј тјунс продукције.

## Текст и мелодија
Песма Exploziv је ауторско дело, чији су текст написали њени извођачи Емина Јаховић и Газда Паја.
Музику и аранжман за песму радио је Дарко Димитров.

## Спот
Песма је са спотом објављена 19. јуна 2019. године на Јутјуб каналу Ај-ди-џеј продукције. Спот је продуцирала НН медија.